# Saint-Martin-sur-Lavezon
 Saint-Martin-sur-Lavezon  es una población y comuna francesa, ubicada en la región de Ródano-Alpes, departamento de Ardèche, en el distrito de Privas y cantón de Rochemaure.

## Demografía
| 295 | 278 | 232 | 321 | 351 | 395 |
| Para los censos de 1962 a 1999 la población legal corresponde a la población sin duplicidades (Fuente: INSEE [Consultar]) |     |     |     |     |     |